# ديفيد غريم
ديفيد غريم (بالإنجليزية: David Grimm)‏ هو كاتب مسرحي أمريكي، ولد في 1965 في أوبرلين في الولايات المتحدة.